# Heinrich Matthes
Heinrich Arthur Matthes, född 11 januari 1902 i Wermsdorf, död 16 december 1978 i Bochum, var en tysk SS-Scharführer. Han var delaktig i Nazitysklands så kallade eutanasiprogram Aktion T4 och senare Operation Reinhard, kodnamnet för förintelsen av Generalguvernementets judiska befolkning. Vid Treblinkarättegången 1964–1965 dömdes Matthes till livstids fängelse.

## Biografi
Efter avslutad skolgång utbildade Matthes sig till skräddare. År 1924 genomgick han utbildning till sjuksköterska vid anstalten Sonnenstein i Pirna. 
Den 1 september 1939 inleddes andra världskriget och Matthes inkallades till Wehrmacht. Han deltog i fälttåget mot Polen och året därpå i slaget om Frankrike. Han entledigades från armén i september 1941 som Obergefreiter (vicekorpral). Därefter rekryterades han till Aktion T4, Nazitysklands institutionaliserade mord på fysiskt och psykiskt funktionshindrade personer, och tjänstgjorde i ett fotolaboratorium. Vintern 1941–1942 var han sjukvårdare inom Organisation Todt i Minsk.
I augusti 1942 kommenderades Matthes och flera andra SS-män från Aktion T4 till Lublin, där de inställde sig hos SS- och polischefen Odilo Globocnik. Inom ramen för Operation Reinhard, nazisternas kodnamn för förintelsen av Generalguvernementets judiska befolkning, placerades han i Treblinka, där han blev chef för Treblinka II, som var själva utrotningslägret där gasningarna ägde rum. Matthes vittnade vid Treblinkarättegången i mitten av 1960-talet om att det i Treblinka fanns sex gaskamrar, som var och en rymde omkring 300 personer.
Operation Reinhard avslutades i november 1943 och då stationerades personalen i Operationszone Adriatisches Küstenland i norra Italien. Inom ramen för Sonderabteilung Einsatz R grep och deporterade man italienska judar samt bekämpade partisaner. Matthes greps vid krigsslutet 1945 av amerikanska soldater och blev krigsfånge men släpptes senare samma år. Så småningom fick han anställning som sjukvårdare, bland annat i Bayreuth.

### Rättegång
I början av 1960-talet greps Matthes och ställdes inför rätta vid andra Treblinkarättegången. Den 3 september 1965 föll domen: Domstolen fann att han var medansvarig för mord på minst 100 000 personer och skyldig till mord vid fyra tillfällen på minst åtta personer ("gemeinschaftlichen Mordes an mindestens 100000 Personen und wegen Mordes in vier Fällen an mindestens acht Personen") och han dömdes till livstids fängelse.